# Tetracanthella fjellbergi
Tetracanthella fjellbergi is een springstaartensoort uit de familie van de Isotomidae. De wetenschappelijke naam van de soort is voor het eerst geldig gepubliceerd in 1987 door Louis Deharveng.